# 茨城県道168号静常陸大宮線

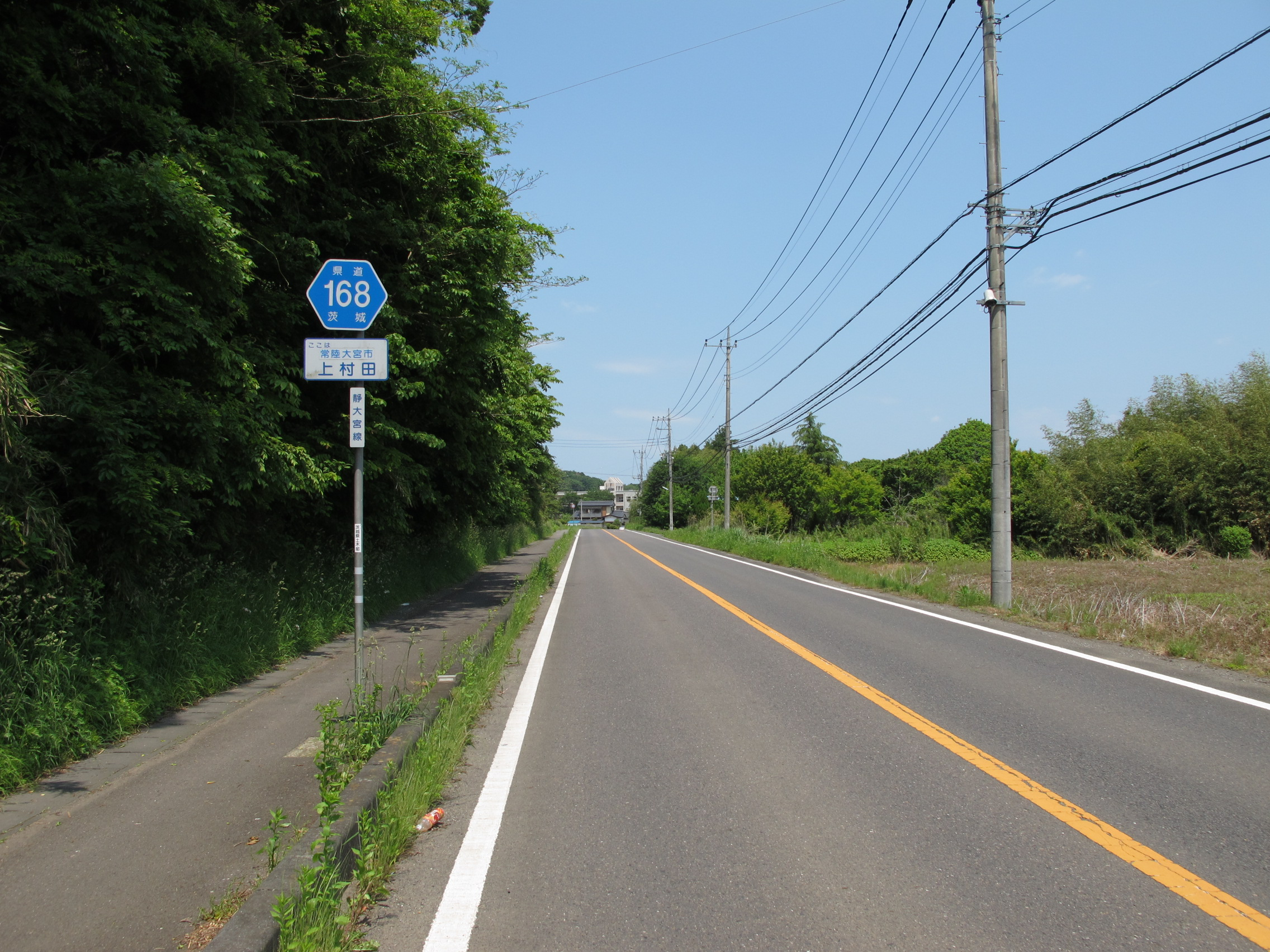
茨城県道168号静常陸大宮線
常陸大宮市上村田（2012年5月）

茨城県道168号静常陸大宮線（いばらきけんどう168ごう しずひたちおおみやせん）は、茨城県那珂市から常陸大宮市に至る一般県道である。

## 概要
那珂市下大賀にて茨城県道61号日立笠間線より分岐北上してJR水郡線静駅前まで結び、静駅から更に北上して常陸大宮市南町の大宮駅入口交差点に至る県道路線。常陸大宮市の中心市街地付近では交差点で屈曲する経路をしており、同市石沢地内では国道118号大宮バイパスと交差重複する区間がある。起点の下大賀地内では、静駅周辺の集落を通る旧道と並行するバイパスが開通している。経路全体としては、JR水郡線の静駅 - 常陸大宮駅間とほぼ並行する。路線名で起点所在地を示す「静」は、元来平成の大合併以前の自治体であった静村を由来としており、1959年（昭和34年）の路線認定時においても瓜連町大字静を由来とするが、現在の那珂市内における本県道路線の経路上に、那珂市静地内を通過することはない。

### 路線データ
- 起点：茨城県那珂市大賀（茨城県道61号日立笠間線交点）
- 終点：茨城県常陸大宮市南町291-2番地（茨城県道318号小場常陸大宮停車場線交点＝大宮駅入口交差点）[2]
- 総延長：6.534 km[3]
- 重用延長：0.305 km[3]
- 未供用延長：なし[3]
- 実延長：6.229 km[3]
- 自動車交通不能区間延長[注釈 1]：なし[3]

## 歴史
1959年（昭和34年）10月14日、新たな県道として那珂郡瓜連町大字静を起点とし、那珂郡大宮町を終点とする区間を本路線とする県道静大宮線として茨城県が県道路線認定した。
1995年（平成7年）に整理番号168となり、平成の大合併により大宮町が消滅して常陸大宮市に改称されていたことから路線名を県道静常陸大宮線に改称された。

### 年表
- 1944年（昭和19年）6月14日：現在の路線の前身である（旧）静大宮線が路線認定される。
- 1959年（昭和34年）10月14日
  - 改めて静大宮線（図面対照番号162）として路線認定される[4]。
  - 道路の区域は、那珂郡瓜連町大字静の主要地方道笠間常陸太田線[注釈 2]分岐から那珂郡大宮町大字大宮の二級国道水戸郡山線[注釈 3]交点までと決定された[1]。
- 1966年（昭和41年）10月27日：那珂郡瓜連町大字静字江向 - 同字下東屋に町道の一部を県道の区域に編入、付け替え供用[5]。
- 1969年（昭和44年）8月28日：全線重複になっていた静停車場線（静停車場 - 那珂郡瓜連町大字静 主要地方道笠間常陸太田線交点：整理番号273）が廃止される[6]。
- 1970年（昭和45年）4月27日：那珂郡大宮町大字上村田地内の狭隘道路（最少幅員4.0 m）を改築供用開始[7]。
- 1988年（昭和63年）3月24日
  - 那珂郡大宮町石沢（国道118号大宮バイパス・家具のオカザキ前） - 市役所南 - 同町南町（大宮駅入口交差点）の区間（1.645 km）を供用開始[8]。
  - 大宮町石沢（国道118号大宮バイパス・家具のオカザキ前） - 同町南町（寺門自転車店前）の狭隘な旧道区間（888 m）が指定解除され、大宮町道へ降格。終点が現在地へ移る[2]。
- 1995年（平成7年）3月30日：整理番号219から現在の番号（整理番号168）に変更される[9]。
- 2005年（平成17年）4月1日：現在の路線名称である静常陸大宮線へ改称[10]。
- 2010年（平成22年）11月15日：那珂市下大賀 - 同市下村田の現道（1.8 km）を2車線化拡幅改良供用開始[11]。
- 2019年（平成31年）3月7日：那珂市下大賀字江向 - 同市下大賀字大井戸脇（0.704 km）にバイパスを新設する道路区域を指定[12]。
- 2024年（令和6年）8月28日：那珂市下大賀のバイパス（0.7 km）が開通[13][14]。

## 路線状況

### 重複区間
- 国道118号大宮バイパス（常陸大宮市石沢 - 市役所南交差点：約0.3km）[8][2]
  - 過去には県道静停車場線（廃止・昭和34年10月14日路線認定[4] - 昭和44年8月28日路線廃止[15]）の全線（現、静駅 - 日立笠間線交点の0．31km）と重複していた。

### 道路施設
- 村田橋（玉川、常陸大宮市石沢）
- 栄町跨線橋（JR水郡線、常陸大宮市栄町）

## 地理

### 通過する自治体
- 茨城県
  - 那珂市 - 常陸大宮市

### 交差する道路
- 国道118号
- 茨城県道318号小場常陸大宮停車場線

### 沿線
- 弘願寺（那珂市下大賀）
- 常陸大宮市立村田小学校（常陸大宮市上村田）
- 大宮栄町郵便局（常陸大宮市栄町）
- JR水郡線
  - 静駅 - 常陸大宮駅